# Hymenophyllum poolii
Hymenophyllum poolii là một loài thực vật có mạch trong họ Hymenophyllaceae. Loài này được Baker mô tả khoa học đầu tiên năm 1876.